# Hirschmanniella gracilis
Hirschmanniella gracilis (syn. Radopholus gigas) is een rondwormensoort. De wetenschappelijke naam van de soort is voor het eerst geldig gepubliceerd in 1880 door De Man.